# 伏伊伏丁那足球俱乐部
伏伊伏丁那足球俱乐部（羅馬化：FK Vojvodina），是位于塞尔维亚诺维萨德的职业足球俱乐部，现为塞尔维亚足球超级联赛球队。该俱乐部是伏伊伏丁那综合体育俱乐部的足球部门，也是塞尔维亚超级联赛中第三古老的足球俱乐部。

## 球队历史
俱乐部创建于1914年，在南斯拉夫时期球队获得过很多荣誉，包括1966年和1989年的南斯拉夫足球甲級聯賽冠军，1957年、1962年和1975年的联赛亚军，以及1951年的南斯拉夫盃亚军。在欧洲赛场上，球队在1976年赢得了国际托托杯冠军，在1977年赢得了米杜柏杯冠军。1967年，伏伊伏丁打入了欧洲冠军杯四分之一决赛，最终被本届赛事冠军凯尔特人凭借球星比利·麦克内尔在最后一分钟打入的一球以两回合2-1艰难淘汰。凯尔特人的球员在赛后回忆道，伏伊伏丁那是他们在欧洲冠军杯中碰到的最难缠的对手。
南斯拉夫解体后，球队成绩依然出色。1998年，伏伊伏丁那再次在国际托托杯打入决赛，最终负于云达不来梅。联赛方面，球队多次在顶级联赛中取得前三名，但始终与冠军失之交臂。杯赛方面，球队也多次打入国内杯赛决赛，并于2014年和2020年夺冠。

## 体育场

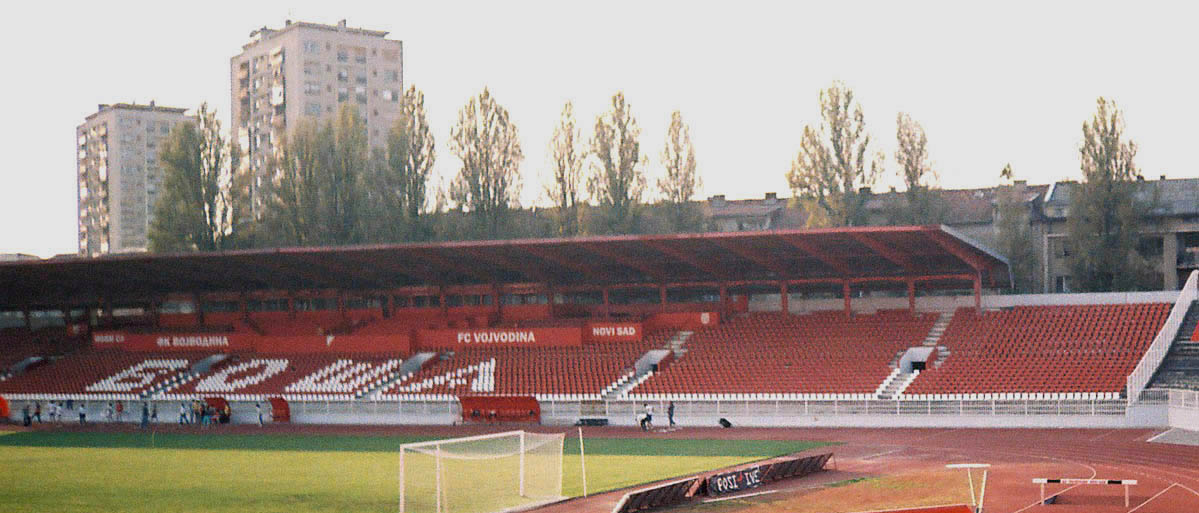
卡拉喬爾傑體育場

伏伊伏丁那主场是位于诺维萨德的卡拉喬爾傑體育場，这是塞尔维亚最现代化的体育场之一，有14,853个座位，最大可容纳约20,000人。该球场也是塞尔维亚U-21国家足球队的主场。2007年，球场举行了的退役告别赛。

## 荣誉
国内联赛
- 南斯拉夫足球甲級聯賽
  - 冠军 (2)：1965–66, 1988–89
  - 亚军 (3)：1956–57, 1961–62, 1974–75
- 塞尔维亚足球超级联赛
  - 亚军 (1)：2008–09
- 南斯拉夫足球乙级联赛（英语：Yugoslav Second League）西部赛区
  - 冠军 (1)：1986-87

国内杯赛
- 南斯拉夫盃
  - 亚军 (1)：1951
- 南斯拉夫联盟共和国杯
  - 亚军 (1)：1996–97
- 塞尔维亚杯
  - 冠军 (2)：2013–14, 2019–20
  - 亚军 (5)：2006–07, 2009–10, 2010–11, 2012–13, 2023–24
- 南斯拉夫超級盃
  - 亚军 (1)：1989

国际赛事
- 欧洲冠军杯
  - 四分之一决赛：1966–67
- 国际托托杯
  - 冠军：1976
  - 亚军：1998
- 米杜柏杯
  - 冠军：1976–77
  - 亚军：1957
- 国际城市博览会杯
  - 四分之一决赛：1961–62, 1967–68